# Thysanotus tuberosus
Thysanotus tuberosus är en sparrisväxtart som beskrevs av Robert Brown. Thysanotus tuberosus ingår i släktet Thysanotus och familjen sparrisväxter.

## Underarter
Arten delas in i följande underarter:
- T. t. parviflorus
- T. t. tuberosus

## Bildgalleri

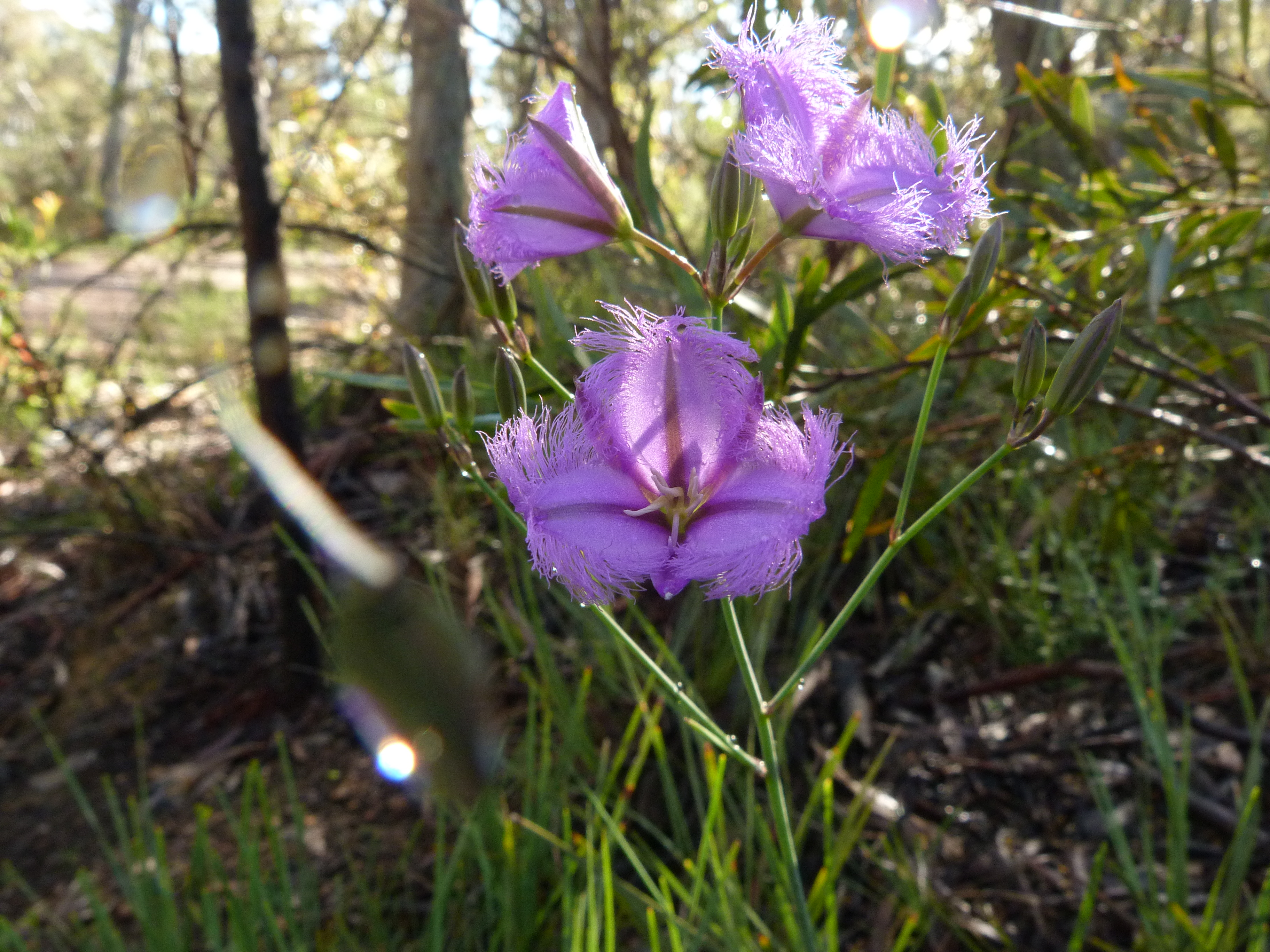
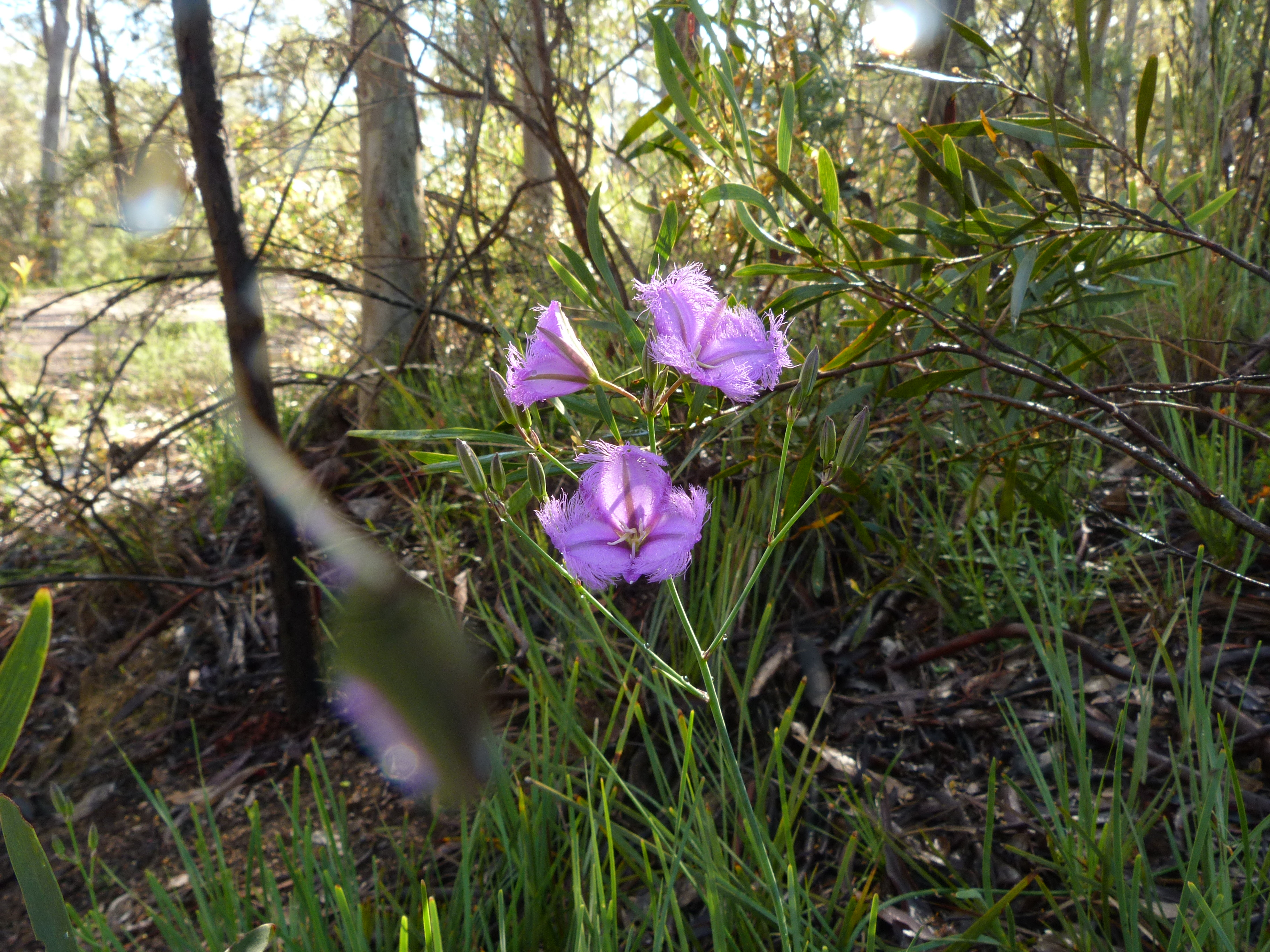